# Общество имени А. И. Чупрова для разработки общественных наук
Общество имени А. И. Чупрова для разработки общественных наук — научное общество, основанное при Московском университете в 1911 году.

## История
Первым председателем общества был избран профессор Н. А. Каблуков, товарищами председателя — В. Я. Железнов, С. Н. Булгаков (до начала 1915), П. П. Маслов. Среди членов-учредителей были профессора: Л. А. Камаровский, Г. Ф. Шершеневич, А. В. Погожев, Г. А. Позняков. В Совет общества были избраны А. А. Мануйлов, С. Н. Прокопович, Д. М. Петрушевский, Н. Н. Шапошников, В. И. Анисимов, М. Д. Загряцков, А. Е. Лосицкий, А. А. Кизеветтер, А. Д. Удальцов, а также А. А. Чупров.
Цель общества состояла в изучении тенденций социально-экономического развития России. На первом общем собрании (24.02.1912), в годовщину кончины А. И. Чупрова, были образованы три отделения общества: теоретической экономики, статистики (самое многочисленное) и социальной истории. В 1913 году открылось отделение социальной политики. Позднее были созданы финансовая комиссия и комитет по изучению влияния войны на социально-экономическую жизнь страны.
В начале 1913 года общество насчитывало 326 членов, из них — 22 женщины. 223 члена общества жили в Москве, остальные — в Подмосковье и губернских городах, где существовали образовательные центры (Туле, Пензе, Смоленске, Костроме, Саратове, Чернигове, Харькове, Самаре, Уфе, Твери, Орле, Тамбове, Ярославле, Владимире, Пскове, Вологде, Полтаве, Киеве, Калуге, Новгороде).
Общество издавало журнал «Статистический вестник» (1914—1916). В журнале печатались научные статьи о проблемах экономики и социальной жизни России, способах статистического учёта параметров демографических процессов, динамике производства и потребления, методах математической обработки и интерпретации полученных данных, материалы по истории организации статистических служб и т. д. Большое внимание уделялось состоянию России в связи с её участием в 1-й мировой войне.
После 1917 года общество прекратило своё существование.

### Устав общества имени А. И. Чупрова
19 мая 1911 года министр народного просвещения утвердил Устав Общества имени Александра Ивановича Чупрова для разработки общественных наук при императорском Московском университете.
Цель Общества
§ 1. Общество имеет целью содействовать разработке общественных наук, уделяя преимущественное внимание политической экономии и статистике.
§ 2. Для достижения означенной цели Общество:
1. устраивает закрытые и публичные собрания для чтения и обсуждения докладов по вопросам обществоведения и открывает платные и бесплатные публичные чтения с соблюдением действующих правил о собраниях;
2. созывает совещания и съезды представителей общественных наук с надлежащего каждый раз разрешения;
3. издает журнал, сборники своих трудов и отдельные сочинения с соблюдением требований цензурного устава;
4. выдает премии и награды за работы по общественным наукам;
5. оказывает содействие собиранию материалов по вопросам, входящим в круг ведения Общества, устраивает соответственный экскурс с соблюдением надлежащих постановлений и командирует членов Общества для научных исследований на месте.